# Galaxie naine de la Coupe 2
La galaxie naine de la Coupe 2 (en anglais Crater 2 dwarf galaxy) est une galaxie naine découverte orbitant autour de la Voie lactée située à environ 380 000 al de la Terre. Elle a été identifiée grâce aux données d'imagerie du télescope de sondage du VLT en 2016. La galaxie a un rayon effectif d'environ 1 100 pc, faisant d'elle le quatrième plus grand satellite de la Voie lactée, derrière le Grand Nuage de Magellan, le Petit Nuage de Magellan et la galaxie naine du Sagittaire. Elle a une grandeur angulaire d'environ le double de celui de la lune,.

## Annexe